# ريتشارد تايلور (مخرج)
ريتشارد تايلور (بالإنجليزية: Richard Taylor)‏ هو مخرج بريطاني، ولد في 10 أغسطس 1933، وتوفي في 24 فبراير 2015.